# Skerhólmur
62°05′05″N 07°24′5″V / 62.08472°N 7.40139°V
Skerhólmur er en lille ubeboet holm i midten af Sørvágsfjørður, en knap fyrre kilometer lang fjord på den sydvestlige del af øen Vágar i den vestlige del af øgruppen Færøerne.